# 발토 2
《발토 2》(영어: Balto II: Wolf Quest)는 미국에서 제작된 2002년 모험 애니메이션 비디오 영화이다. 《발토》(1995)의 속편이다. 필 와인스틴이 연출과 제작을 맡았고, 모리스 러마시 등이 목소리 출연하였다.

## 출연
- 모리스 러마시
- 조디 벤슨
- 레이시 셔베어
- 데이비드 캐러딘
- 마크 해밀
- 찰스 플라이셔
- 피터 맥니콜
- 롭 폴슨
- 니컬렛 리틀
- 케빈 숀
- 조 얼래스키
- 메리 케이 버그먼
- 제프 베넷